# Prisión de Halden
La Prisión de Halden (en noruego: Halden fengsel) es una prisión de máxima seguridad en el municipio de Halden (Noruega). Tiene tres unidades principales y no tiene dispositivos de seguridad convencionales. Es la segunda prisión más grande de Noruega, se estableció en 2010 con un enfoque en la rehabilitación y su diseño simula la vida fuera de la prisión. Entre otras actividades, los reclusos tienen a su disposición deportes y música, e interactúan con el personal desarmado para crear un sentido de comunidad. Elogiada por sus condiciones humanas, la prisión de Halden ha recibido el premio Arnstein Arneberg por su diseño de interiores en 2010 y ha sido objeto de un documental, pero también ha recibido críticas por ser considerada demasiado liberal.

## Aspectos generales
Ubicada en Halden, un municipio de la provincia de Østfold, Noruega, la prisión de Halden se construyó durante más de 10 años a un costo de 252 millones de dólares. Recibió a sus primeros reclusos el 1 de marzo de 2010 y fue inaugurada oficialmente el 8 de abril por el rey noruego Harald V. Es la segunda prisión más grande de Noruega con una capacidad de 248 a 252 prisioneros  y un sitio de 30 ha.
Como prisión de máxima seguridad, alberga tanto a criminales peligrosos como altamente peligrosos, como violadores, asesinos y abusadores de menores. Ellos componen la mitad de la población, mientras que un tercio de los residentes son delincuentes por narcotráfico. Los delincuentes sexuales, que pueden enfrentarse a la violencia de otros reclusos, y los reclusos que requieren una estrecha supervisión psiquiátrica o médica, se encuentran en la Unidad A, un área restrictiva y separada. También hay una unidad especial (C8) centrada en la recuperación de adicciones. La mayoría de los reclusos viven en las Unidades B y C, que son más libres y tienen bloques de celdas mixtos. La prisión de Halden recibe a criminales nacionales e internacionales; dado que solo alrededor de las tres quintas partes de los presos son noruegos (en 2015), se utilizan tanto el idioma noruego como el inglés, y la prisión tiene profesores de inglés. Sin embargo, la fluidez en noruego es un requisito para vivir en C8, porque el asesoramiento grupal e individual se realiza en esa lengua.
No existen dispositivos de seguridad convencionales, como cinta de púas, cercas eléctricas, torres o francotiradores. Sin embargo, hay vidrio de seguridad, un muro de hormigón y acero de 6 m × 1500 m, y un sistema de túneles que utilizan los guardias para caminar por la prisión. Aunque hay cámaras de vigilancia en los terrenos de la prisión, no están presentes en las celdas, los pasillos de las celdas, las salas comunes, las aulas y la mayoría de los talleres. Si bien se informa de poca violencia, casi exclusivamente en la Unidad A, los agentes intentan prevenirla. Si dos reclusos tienen una disputa, participan en una sesión de mediación bajo la supervisión del personal. Si esta falla, la mala conducta repetida o las violaciones de las reglas se castigan con el confinamiento en una celda o la transferencia a prisión.

## Diseño
La prisión fue diseñada por el grupo danés Erik Møller Architects y el noruego HLM Arkitektur AS, seleccionados en un concurso organizado por el Departamento de Justicia y la Dirección Noruega de Construcción Pública y Propiedad.
Con un enfoque centrado en la rehabilitación, fue diseñada para simular una aldea para que los presos puedan considerarse parte de la sociedad. El gobierno cree que "cuanto menor es la diferencia entre la vida dentro y fuera de la prisión, más fácil es la transición de la prisión a la libertad". Los interiores están pintados y diseñados para demarcar las diferencias entre el hogar, la escuela y el lugar de trabajo. Al diseñar los interiores de la prisión, los arquitectos intentaron separar los edificios internos para que los prisioneros caminaran, para fortalecer su vínculo con el mundo exterior. Los pasillos están cubiertos con azulejos marroquíes o tienen fotografías de gran formato, como narcisos o calles parisinas.
Los exteriores están compuestos de ladrillos, acero galvanizado y madera de alerce, en lugar de hormigón. Los ladrillos horneados negros y rojos se inspiraron en los árboles, musgos y el lecho rocoso de los alrededores. La vida natural, incluidos los abedules, los arándanos y los pinos, también contribuyen a la rehabilitación. El acero, un material "duro", simboliza la detención, mientras que el alerce, un material "blando", representa la rehabilitación y el crecimiento. Las paredes del patio y las puertas de los baños están decoradas con una pintura de grafiti del artista noruego Dolk, que fue encargada por la prisión con su presupuesto de arte de 1 millón de dólares.
Todos los aspectos del diseño de la prisión tienen como objetivo evitar presiones psicológicas, conflictos y fricciones interpersonales. A pesar de esto, el muro de la prisión fue diseñada pensando en la seguridad. Como el muro es visible en todas partes, fue visto como un "símbolo y un instrumento" del "castigo [de los prisioneros], quitándoles su libertad", según Gudrun Molden, uno de sus arquitectos.

## Vida carcelaria
Cada celda de la prisión tiene 10 m² y un televisor de pantalla plana, escritorio, mini-nevera, inodoro con ducha y ventana vertical sin barrotes que deja entrar más luz. Cada 10 a 12 celdas comparten un área común con una cocina y una sala de estar; la cocina tiene cubiertos de acero inoxidable, platos de porcelana y una mesa de comedor, y la sala tiene un sofá modular y un sistema de videojuegos. Mientras que la prisión proporciona alimentos, los presos también pueden comprar ingredientes en su tienda de comestibles y cocinar sus propias comidas. Los reclusos están encerrados en sus celdas doce horas al día, pero se les anima a aprovechar al máximo su tiempo al aire libre. Los presos tienen un incentivo de 9 dólares al día para salir de sus celdas. Are Høidal, el gobernador de la prisión, declaró que cuantas menos actividades tienen los presos, más agresivos se vuelven. Hay una "Casa de Actividades", y de 8 de la mañana a 8 de la noche se realizan prácticas en senderos para jogging y cancha de fútbol, además de clases de carpintería, cocina y música. En el estudio de mezcla, los internos pueden grabar música y un programa mensual transmitido por la estación de radio local. Una biblioteca con libros, revistas, CD y DVD; un gimnasio con muro de escalada; y una capilla también están disponibles. Los presos incluso reciben cuestionarios en los que se les pregunta cómo se puede mejorar su experiencia en la prisión.
Los reclusos pueden recibir a sus familiares, socios o amigos en privado dos veces por semana durante dos horas. Hay habitaciones individuales con sofá, lavabo y armario con sábanas, toallas y condones para visitas individuales. Para aquellos con familias, hay disponible una habitación más grande con juguetes y cambiadores de bebés. Los reclusos son requisados tras las visitas y, si se encuentran artículos ilegales, los reclusos pueden perder sus derechos a visitas privadas. Este derecho se les niega a los delincuentes de alto riesgo y visitantes con antecedentes de delitos relacionados con las drogas. También hay una casa separada, estilo chalet, donde los presos pueden recibir visitas de familiares y permanecer con ellos durante 24 horas. La casa cuenta con una pequeña cocina, dos dormitorios, un baño, una sala de estar con mesa de comedor, un sofá y un televisor, así como un área de juegos al aire libre con juguetes. No se permite la entrada de extranjeros y los reclusos deben completar un programa de educación para el desarrollo infantil para tener visitas de 24 horas. Durante las visitas, el personal realiza controles periódicos sobre los presos y sus familias.

## Personal
En 2012, Halden tenía 340 miembros del personal, incluidos maestros, trabajadores de la salud, entrenadores personales y guardias (que también trabajan como trabajadores sociales debido a su curso de 2 años que deben tomar antes de convertirse en guardias). La filosofía de "seguridad dinámica", que estimula al personal ya los internos a desarrollar relaciones interpersonales, ayuda a prevenir posibles agresiones y garantiza la seguridad. Los guardias comen y practican deportes con los reclusos y, por lo general, están desarmados porque las armas pueden producir intimidación y distancia social. La interacción entre los presos y el personal está diseñada "para crear un sentido de familia", según el arquitecto Per Hojgaard Nielsen, y porque el personal puede ser modelos a seguir para ayudar a los presos a recrear su sentido de la rutina diaria, para su aplicación fuera de los muros de la prisión una vez que termine su sentencia. La mitad de los guardias son mujeres, ya que Høidal cree que minimiza la agresión. Las estaciones de guardia también fueron diseñadas para ser pequeñas y estrechas, para alentar a los oficiales a interactuar más con los reclusos.

## Impacto
Los habitantes de la ciudad de Halden ven la prisión como una oportunidad de encontrar empleo más que como algo malo. Nina Margareta Høie, de la revista web The Nordic Page, declaró que la prisión es "conocida por tener las condiciones más humanas de Europa", mientras que William Lee James de Time y Amelia Gentleman de The Guardian la llamaron la "prisión más humana del mundo". La BBC informó que el diseño de la prisión escocesa HMP Grampian se inspiró en Halden. El grupo de arquitectos Bryden Wood, que es el equipo responsable del rediseño de HMP Wellingborough, se ocupó de Halden, ya que lo consideró uno de los "ejemplos líderes en el mundo" de cómo debería ser una prisión centrada en la rehabilitación.
En 2010, Halden Prison fue preseleccionada para los premios World Architecture Festival Awards, y su diseño de interiores ganó el premio Arnstein Arneberg. En 2014, como parte de la serie de documentales en 3D de Wim Wenders, Cathedrals of Culture, Michael Madsen dirigió un cortometraje que explora cómo el diseño y la arquitectura de la prisión influyen en el proceso de resocialización. Ese mismo año, se produjo otra película sobre la prisión de Halden: The Norden, una película para televisión producida por Finnish Broadcasting Company, exploró las reacciones de James Conway, exsuperintendente del Centro Correccional de Attica de Nueva York, durante una gira por la prisión. Conway afirmó: "Esto es la utopía carcelaria. No creo que puedas ser más liberal, aparte de darles las llaves a los presos ". En su documental de 2015 ¿Qué invadimos ahora?, el cineasta Michael Moore presentó la prisión de Halden como un ejemplo de cómo Estados Unidos debería gestionar su sistema penitenciario.
Sin embargo, el Partido del Progreso, conservador y populista de derecha, ha criticado la prisión de Halden. El número de extranjeros en las cárceles noruegas aumentó del 8,6 por ciento en 2000 al 34,2 por ciento en 2014; Per Sandberg, exdirector adjunto del partido, atribuye esto al "alto nivel de Halden", argumentando que las instalaciones de Halden deberían estar reservadas para los ciudadanos noruegos. El partido también sostuvo que la calidad de vida de Halden es "mejor que en muchas residencias de ancianos". El canal 5 británico transmitió un documental de 45 minutos sobre Halden titulado La prisión más lujosa del mundo en noviembre de 2020.  Fue presentado por la política conservadora Ann Widdecombe, quien principalmente lo criticó y dijo que una prisión no debería ser como una "vida normal".